# Lista de prefeitos de Galinhos
Esta é a lista de prefeitos de Galinhos, município brasileiro do estado do Rio Grande do Norte.
| Nº | Prefeito                         | Imagem                      | Partido                       | Início do mandato       | Fim do mandato          | Vice-prefeito                              | Observações                             |
| -- | -------------------------------- | --------------------------- | ----------------------------- | ----------------------- | ----------------------- | ------------------------------------------ | --------------------------------------- |
| 1  | João Ursulino Silvestre          |                             |                               | 26 de março de 1963     | 31 de janeiro de 1964   | —                                          | Prefeito nomeado                        |
| 2  | Antônio Sotero Galvão            |                             | PTB                           | 31 de janeiro de 1964   | 31 de janeiro de 1969   | Vivaldo Rodrigues                          | Prefeito e vice eleitos                 |
| 3  | Valfran Rabelo                   |                             |                               | 31 de janeiro de 1969   | 31 de janeiro de 1973   | Francisco Antônio de Souza                 | Prefeito e vice eleitos                 |
| 4  | José Vicente Sobrinho            |                             | ARENA                         | 31 de janeiro de 1973   | 31 de janeiro de 1977   | Antônio Ferreira Sobrinho                  | Prefeito e vice eleitos                 |
| 5  | Carlos Alberto Assunção          |                             | ARENA                         | 31 de janeiro de 1977   | 31 de janeiro de 1983   | Pedro Maciel Filho                         | Prefeito e vice eleitos                 |
| 6  | Jaime Gomes Ribeiro              |                             | PDS                           | 31 de janeiro de 1983   | 31 de dezembro de 1988  | N/C                                        | Prefeito e vice eleitos                 |
| 7  | Jardelina do Vale Pereira        |                             | PFL                           | 1 de janeiro de 1989    | 31 de dezembro de 1992  | Francisco Rodrigues Araújo                 | Prefeito e vice eleitos                 |
| 8  | Jaime Gomes Ribeiro              |                             | PDS                           | 1 de janeiro de 1993    | 31 de dezembro de 1996  | N/C                                        | Prefeito e vice eleitos                 |
| 9  | Jardelina do Vale Pereira        |                             | PFL                           | 1 de janeiro de 1997    | 31 de dezembro de 2004  | Francisco Rodrigues Araújo                 | Prefeita e vice eleitos                 |
| 9  | Jardelina do Vale Pereira        | Prefeita e vice reeleitos   | PFL                           | 1 de janeiro de 1997    | 31 de dezembro de 2004  | Francisco Rodrigues Araújo                 |                                         |
| 10 | Francisco Rodrigues Araújo       |                             | PFL                           | 1 de janeiro de 2005    | 17 de fevereiro de 2006 | Pedro Maciel Filho                         | Prefeito e vice eleitos                 |
| 11 | Ricardo de Santana Araújo        |                             | PP                            | 17 de fevereiro de 2006 | 31 de dezembro de 2008  | Valdetario Tibúrcio da Silva               | Segundo colocado no cargo               |
| 12 | Francisco Rodrigues Araújo       |                             | DEM                           | 1 de janeiro de 2009    | 3 de maio de 2012       | Francisco Antônio Pereira                  | Prefeito e vice eleitos                 |
| 13 | Eliete Freire de Oliveira Maciel |                             |                               | 3 de maio de 2012       | 31 de dezembro de 2012  | —                                          | Presidente da Câmara Municipal no cargo |
| 14 | Joseneide Cunha de Medeiros      |                             | PSD                           | 1 de janeiro de 2013    | 16 de maio de 2016      | Fábio Rodrigues Araújo                     | Prefeita e vice eleitos                 |
| 15 | Fábio Rodrigues Araújo           |                             | PRB                           | 16 de maio de 2016      | 8 de maio de 2018       | —                                          | Vice-prefeito eleito no cago            |
| 15 | Fábio Rodrigues Araújo           | Afrânio Reis Cavalcante     | PRB                           | 16 de maio de 2016      | 8 de maio de 2018       | Prefeito reeleito e vice eleito            |                                         |
| 16 | Francinaldo Silva da Cruz        |                             | PR                            | 8 de maio de 2018       | 31 de dezembro de 2024  | —                                          | Presidente da Câmara Municipal no cargo |
| 16 | Francinaldo Silva da Cruz        | Ivone Lima Bezerra da Rocha | PR                            | 8 de maio de 2018       | 31 de dezembro de 2024  | Prefeito e vice eleitos                    |                                         |
| 16 | Francinaldo Silva da Cruz        | PL                          | José Carlos Lourenço da Costa | 8 de maio de 2018       | 31 de dezembro de 2024  | Prefeito reeleito e vice eleito            |                                         |
| 17 | Hudson Matias Cavalcante         |                             | PSDB                          | 1° de janeiro de 2025   | Atualidade              | Joabe Santos de Oliveira, Joabe de Paquete | Prefeito e vice eleitos                 |

OBS: N/C - Não consta.